# Atletika na Letních olympijských hrách 2004 – 100 metrů ženy
 Běh na 100 metrů žen na Letních olympijských hrách 2004 se uskutečnil 20.a 21. srpna na Olympijském stadionu v Athénách. 

## Výsledky finálového běhu
| *                | jméno                | země                   | čas   |
| ---------------- | -------------------- | ---------------------- | ----- |
| Zlatá medaile    | Julija Něstěrenková  | Bělorusko              | 10,93 |
| Stříbrná medaile | Lauryn Williamsová   | Spojené státy americké | 10,96 |
| Bronzová medaile | Veronica Campbellová | Jamajka                | 10,97 |
| 4                | Ivet Lalovová        | Bulharsko              | 11,00 |
| 5                | Aleen Baileyová      | Jamajka                | 11,05 |
| 6                | Sherone Simpsonová   | Jamajka                | 11,07 |
| 7                | Debbie Fergusonová   | Bahamy                 | 11,16 |
| 8                | LaTasha Colanderová  | Spojené státy americké | 11,18 |